# Vuelta a la Independencia Nacional 2012
La 33e édition de la course cycliste dominicaine Vuelta a la Independencia Nacional se déroule du 19 février au 27 février 2012. La course est classée an catégorie 2.2 à l'UCI America Tour 2012.

## Étapes
| Étape      | Date       | Villes étapes                                |                             | Distance (km) | Vainqueur d’étape | Leader du classement général |
| ---------- | ---------- | -------------------------------------------- | --------------------------- | ------------- | ----------------- | ---------------------------- |
| 1re étape  | 19 février | Circuit autour de Saint-Domingue             |                             | 84            | Diego Milán       | Diego Milán                  |
| 2e étape a | 20 février | Saint-Domingue - La Romana                   |                             | 104,4         | Ruslan Tleubayev  | Ruslan Tleubayev             |
| 2e étape b | 20 février | La Romana - Higüey                           |                             | 53            | José Bone         | Ruslan Tleubayev             |
| 3e étape   | 21 février | Higüey - Saint-Domingue                      |                             | 172           | Wendy Cruz        | Ruslan Tleubayev             |
| 4e étape   | 22 février | San Cristóbal - Baní                         |                             | 141,4         | Arman Kamyshev    | Ruslan Tleubayev             |
| 5e étape   | 23 février | Saint-Domingue - San Francisco de Macorís    |                             | 135           | Diego Milán       | Wendy Cruz                   |
| 6e étape   | 24 février | Jaraboca - Moca                              |                             | 153           | Segundo Navarrete | Ismael Sánchez               |
| 7e étape   | 25 février | Circuit autour de Santiago de los Caballeros |                             | 117           | Bruno Langlois    | Ismael Sánchez               |
| 8e étape a | 26 février | Saint-Domingue - La Vega                     |                             | 115           | Tanner Putt       | Ismael Sánchez               |
| 8e étape b | 26 février | Saint-Domingue - Saint-Domingue              | Contre-la-montre individuel | 10,4          | Bruno Langlois    | Ismael Sánchez               |
| 9e étape   | 27 février | Circuit autour de Saint-Domingue             |                             | 120           | Jaime Vergara     | Ismael Sánchez               |

## Classement général final
Le classement officiel.
| 1.  | Ismael Sánchez    |  | en | 27 h 07 min 45 s |
| 2.  | Róbigzon Oyola    |  | à  | 1 min 31 s       |
| 3.  | Edward Beltrán    |  | à  | 1 min 48 s       |
| 4.  | Isaac Bolívar     |  | à  | 2 min 14 s       |
| 5.  | Rafael Germán     |  | à  | 2 min 34 s       |
| 6.  | Efrén Ortega      |  | à  | 2 min 55 s       |
| 7.  | Diego Milán       |  | à  | 3 min 12 s       |
| 8.  | Bruno Langlois    |  | à  | 3 min 20 s       |
| 9.  | Segundo Navarrete |  | à  | 3 min 51 s       |
| 10. | Coulton Hartich   |  | à  | 3 min 55 s       |

## Points UCI
La course étant inscrite au calendrier de l'UCI America Tour, des points furent attribués pour le classement de l'épreuve.
| Coureur           | Points du classement final | Points d'étape | Points de leader au classement général | Total |
| ----------------- | -------------------------- | -------------- | -------------------------------------- | ----- |
| Ismael Sánchez    | 40                         | 5              | 16                                     | 61    |
| Diego Milán       | 6                          | 27             | 4                                      | 37    |
| Róbigzon Oyola    | 30                         | 5              | -                                      | 35    |
| Ruslan Tleubayev  | -                          | 13             | 16                                     | 29    |
| Bruno Langlois    | 3                          | 18             | -                                      | 21    |
| Edward Beltrán    | 16                         | 2              | -                                      | 18    |
| José Bone         | -                          | 18             | -                                      | 18    |
| Isaac Bolívar     | 12                         | -              | -                                      | 12    |
| Wendy Cruz        |                            | 8              | 4                                      | 12    |
| Segundo Navarrete | -                          | 12             | -                                      | 12    |